# Uri: The Surgical Strike
Uri: The Surgical Strike è un film del 2019 diretto da Aditya Dhar.

## Riconoscimenti
- National Film Awards 2019:
  - Miglior regista a Aditya Dhar
  - Miglior attore a Vicky Kaushal
  - Miglior audiografia a Bishwadeep D. Chatterjee
  - Migliore direzione musicale a Shashwat Sachdev
- Screen Awards 2019:
  - Most Promising Debut Director a Aditya Dhar
  - Best Sound Designer a Bishwadeep Chatterjee
- Filmfare Awards 2020:
  - Miglior montaggio a Shivkumar V Panicker
  - Miglior sonoro a Bishwadeep Dipak Chatterjee, Nihar Ranjan Samal
  - Miglior regista debuttante a Aditya Dhar
  - R. D. Burman Award For Upcoming Music Talent a Shashwat Sachdev